# Stigmata (banda rusa)
Stigmata es una banda rusa de metal formada en San Petersburgo en 2003. Para 2023, la banda ha lanzado 6 álbumes de estudio, 1 EP, 1 álbum recopilatorio y dos DVD en vivo.

## Historia

### 2000-2006: Primeros años, periodo del metal alternativo
Stigmata se origina en una banda entonces sin nombre formada en el año 2000. En 2003, la palabra "estigmas" fue encontrada accidentalmente por el bajista Denis Kichenko y elegida por ser memorable y agradable al oído, también la primera letra "S" se convirtió en un logotipo genial. El cantante original Artur Maltsev se fue y el vocalista Artyom "Nel'son" Lotskih se unió a la banda.
En 2004, el guitarrista Igor Kapranov dejó Stigmata para unirse a otra banda rusa de metal, Amatory, como cantante. Stigmata firmó un contrato discográfico con el sello musical ruso Kap-Kan Records y lanzó su primer álbum de larga duración titulado en ruso: Конвейер снов, romanizado: Konveyer Snov, lit. 'Conveyor of Dreams'.
El segundo álbum de la banda, Больше чем любовь (Bolshe Chem Lyubov/Más grande que el amor) fue lanzado en septiembre de 2005. A principios de 2006, Stigmata lanzó un DVD llamado Pieces of Life que consta de 17 pistas. El mismo año, el baterista original Nikita Ignatyev dejó la banda y fue reemplazado por Philipp Terpetsky. Andrey Anisimov se unió como guitarrista principal.

### 2006-2008: álbum homónimo
En diciembre de 2006, Stigmata lanzó un sencillo llamado "Лёд" ("Lyod"/"Hielo").
En 2007 realizó una gira por Rusia y teloneó a Killswitch Engage y Caliban en sus conciertos en vivo en Rusia. El sencillo "Сентябрь" ("Sentyabr"/"Septiembre") fue lanzado el mismo año y desde entonces se ha convertido en el mayor éxito de la banda y en un meme de Internet. En septiembre de 2007, Stigmata firmó con Navigator Records y lanzó su tercer álbum de estudio titulado Stigmata. A finales de 2007, Philipp Terpetsky dejó la banda y Fyodor Lokshin se convirtió en el nuevo baterista. En 2008, la banda lanzó su segundo DVD titulado Acoustic & Drive. En apoyo de Stigmata, la banda realizó una gira por Bielorrusia, Estonia, Lituania y Ucrania y compartió el escenario con Pleymo y Natalie Imbruglia en el festival de música rock más grande de Rusia "Крылья" ("Alas").

### 2009-2011:My Way
En 2009, la banda lanzó un sencillo "Взлёт и Падение" ("Vzlet i Padeniye"/"Ascenso y caída"). Ese mismo año, Anisimov fue reemplazado por Artyom Teplinsky en las guitarras. En 2010, el cuarto álbum de estudio Мой путь (Moi Put / Mi Camino) fue lanzado a través de Navigator Records. El álbum fue lanzado en dos versiones: una versión regular en CD que consta de 10 pistas y una versión digital con introducción adicional, salida y tres videos musicales.
En 2010, la banda teloneó a Bullet for My Valentine y Ozzy Osbourne en sus conciertos en Rusia y realizó una extensa gira, habiendo tocado más de 50 fechas en Rusia, Ucrania y Bielorrusia, incluyendo festivales como Nashestvie, Окна Открой! (¡Okna Otkroi!/¡Abrir ventanas!) y Соседний мир (Sosedny Mir/Mundo vecino), entre otros.

### 2011-2016:Based on Real-Life EventsandLegion
En 2011, Stigmata teloneó a Slipknot en su concierto en San Petersburgo, Rusia. El mismo año que Lokshin dejó la banda, se le unió Vladimir Zinoviev.
En 2012, Stigmata lanzó su quinto álbum, Основано На Реальных Событиях (Osnovano na Realnykh Sobytiyah/Basado en eventos de la vida real) a través de Nikitin Records. El mismo año, la banda teloneó a Korn en San Petersburgo, Rusia.
En el otoño de 2015, Stigmata lanzó de forma independiente el EP Legion y lo apoyó con el 'Legion Tour', que consta de 27 ciudades de Rusia.

### 2016-2018:Mainstream?
En julio de 2016, la banda tocó su nueva canción "Цунами" ("Tsunami") en su concierto en vivo en el puerto de VDNH. La canción fue lanzada como sencillo el 9 de marzo de 2017, acompañada de un video musical.
El 1 de noviembre de 2017, la banda lanzó su sexto álbum de estudio, Mainstream?, a través de M2BA Records, que fue respaldado por una gira de 20 fechas. En 2018, el álbum fue relanzado a través de Sliptrick Records.

### 2019-presente:Kaleidoscope, sencillos no incluidos en álbumes y cambios de miembros
En 2019, Stigmata lanzó un sencillo no incluido en el álbum "Фараоны" ("Faraonía"/"Faraones") acompañado de un video musical, y un álbum recopilatorio acústico, Калейдоскоп (Caleidoscopio), acompañado de un video musical para "Истории" ("Istorii"/"Historias"), la única canción nueva del álbum.
En 2020, Zinoviev fue reemplazado por Aleks Khoroshevsky en la batería, Kozhuro fue reemplazado por Teplinsky en las guitarras. La banda lanzó un sencillo no incluido en el álbum "Поколение Z" ("Generación Z").
En 2022, Khoroshevsky fue reemplazado por Grigory Karpov, Teplinsky se fue por segunda vez. El mismo año, Stigmata lanzó un sencillo no incluido en el álbum, "Полюса" ("Poles") a través de Gentlepunks.

## Miembros
Miembros actuales
- Denis Kichenko - bajo (2001–presente)
- Taras Umansky - guitarra rítmica, coros, programación (2001-presente), guitarra solista (2004-2006)
- Artyom "Nel'son" Lotskikh - voz principal (2003–presente)
- Grigory "Gregor" Karpov – batería, percusión (2022–presente)

Antiguos miembros
- Artur Maltsev - voz principal (2003)
- Igor Kapranov - guitarra solista (2003-2004)
- Nikita "Nick" Ignatyev - batería (2003-2006)
- Sergey "Vint" Aigorov - guitarra rítmica (2005)
- Philipp "Phil" Terpetsky - batería (2006-2007)
- Andrey "Duke" Anisimov - guitarra solista (2006-2009)
- Fyodor "Feud'or" Lokshin - batería (2007-2011)
- Artyom "Yosh" Teplinsky - guitarra solista, programación (2009-2017, 2020-2022)
- Vladimir Zynoviev - batería, percusión (2011-2020)
- Dmitriy "Mitjay" Kozhuro - guitarra solista, programación (2017-2020)
- Aleks Khoroshevsky - batería, percusión (2020-2022)

## Discografía

### Álbumes
- 2004 — Конвейер Снов ("Transportador de sueños"; Registros Kap-Kan; reeditado en 2005)
- 2005 — Больше, Чем Любовь ("Más grande que el amor"; Registros de Kap-Kan)
- 2007 — Estigmas (Navigator Records)
- 2009 — Мой путь ("A mi manera"; Registros del navegador)
- 2012 — Основано на реальных событиях ("Basado en hechos de la vida real"; Nikitin)
- 2017 — ¿Mainstream? (M2BA/Sliptrick Records)

### EP
- 2015 — Legion (Independiente)

### Recopilaciones
- 2019 — Калейдоскоп ("Kaleidoscope"; M2BA)

### Sencillos
- 2006 — Лёд ("Hielo"; Registros de Kap-Kan)
- 2007 — Сентябрь ("Septiembre"; Registros del navegador)
- 2009 — Взлёт и Падение ("Ascenso y caída"; Registros del navegador)
- 2011 — До девятой ступени ("Hasta el noveno paso")
- 2011 — Камикадзе ("Kamikaze")
- 2017 — Цунами ("Tsunami"; M2BA)
- 2017 — Кобра ("Cobra"; M2BA)
- 2017 — Против правил ("Contra las reglas"; M2BA)
- 2019 — Фараоны ("Faraones"; M2BA)
- 2020 — Поколение Z ("Generación Z"; M2BA)
- 2022 — Полюса ("Polos"; Gentlepunks)

### DVD
- 2006 — Pieces of Life (Kap-Kan Records)
- 2008 — Acoustic & Drive (Navigator Records)